# Culture de Rhône-Alpes
1972–2016
 (avril 2017).
 (avril 2017).
Si vous disposez d'ouvrages ou d'articles de référence ou si vous connaissez des sites web de qualité traitant du thème abordé ici, merci de compléter l'article en donnant les références utiles à sa vérifiabilité et en les liant à la section « Notes et références ».

Région Rhône-Alpes

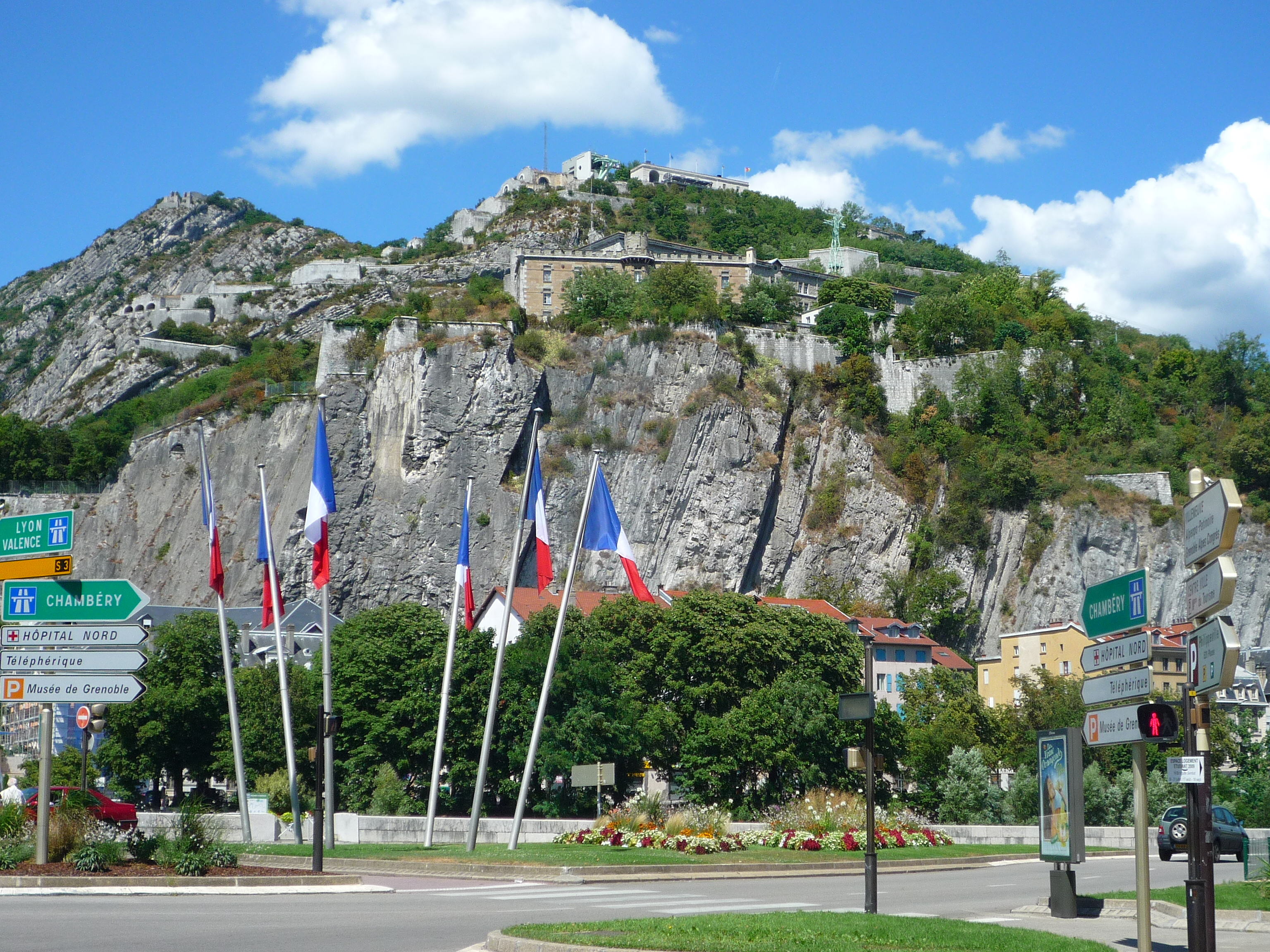
Site classé de La Bastille à Grenoble

La région Rhône-Alpes (aujourd'hui Auvergne Rhône- Alpes depuis le 1er janvier 2016) est une région riche en monuments historiques, patrimoines culturelles et ses nombreux paysages montagneux riches en activités touristiques en font une source d'attractivité majeure.

## Le patrimoine

### Les Monuments historiques protégés
La région comprend 47 des 340 zones de protection du patrimoine architectural, urbain et paysage (ZPPAUP) françaises, 31 y sont à l'étude (dont 5 en révision)[Quand ?]. Il y a également 3 secteurs sauvegardés dont le site historique remarquable de Lyon, depuis 1998[Quand ?] le plus vaste espace inscrit au patrimoine mondial de l'Unesco. Cinq villes sont labellisées "ville d'art et d'histoire", 3 "villes d'art", 4 "pays d'art et d'histoire" et 1 agglomération d'art et d'histoire. 57 édifices sont labellisés "Patrimoine du XXe siècle".

### Les monuments naturels protégés

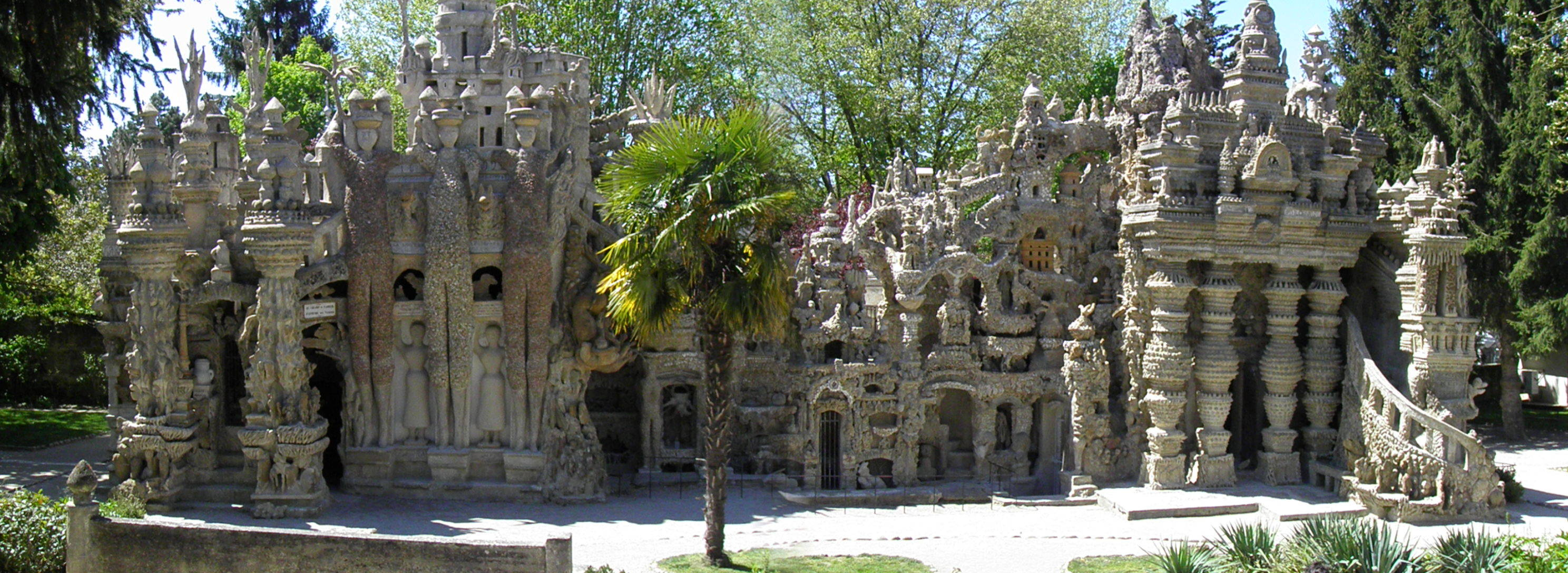
Palais idéal du facteur cheval

Les "jardins remarquables" ornant Auvergne Rhône-Alpes en font un réel lieu de ressourcement et un symbole de la sensibilité de la faune et de la flore de la région. Parmi les plus connus nous pouvons citer le parc du château de Vizille, le Parc de la Tête-d 'Or (à Lyon) ou encore le Palais Idéal du facteur cheval.

### L'archéologie
La région Rhône-Alpes est riche en histoire et patrimoine, on y recense 41 sites dans toute la territorialité. Elle comporte de nombreux sites archéologiques tels que des grottes préhistoriques comme par exemple les grottes de Choranche, ou encore les grottes du Cerdon. On y retrouve aussi des vestiges gallo-romains, tels que le jardin archéologique de Cybèle à Vienne, ou encore à Aix-les-Bains avec les thermes édifiés par les Romains dès le XVe siècle av. J.-C. 
En 2004, dans le cadre de l'archéologie préventive (liée aux opérations d'urbanisme et aux travaux d'aménagement du territoire), 141 diagnostics et 26 fouilles ont été menés. Dans le même temps il y avait 132 fouilles, prospections thématiques, prospections inventaires et sondages dans le cadre de l'archéologie programmée (liée à une programmation scientifique). Au total 37 681 entités archéologiques sont recensées dans la région.

### Les musées
La région comprend "138 appellations musées de France en Auvergne Rhône-Alpes" d'après le site du ministère de la culture. Le service des musées de la DRAC Auvergne Rhône-Alpes viennent apporter un soutien financier aux fondations dans les villes ayant des installations d'utilités publiques et à objectif patrimonial culturel. Ces 138 musées sont considérés comme « musées de France » tous répertoriés dans le livre IV du Code du patrimoine.

## Langue régionale
La région Rhône-Alpes est très diversifiée autant du point de vue géographique et historique que du point du vue culturel du fait de sa forte appartenance à l'aire linguistique régionale telle que les langues d'oc et d'oïl. Deux langues très proches du français mais avec des caractéristiques qui leur sont propres. La langue d'oc est plutôt parlée dans le sud de la région avec des liens proches du catalan et du gascon, et la langue d'oïl elle est plutôt parlée dans le nord avec un rapprochement du français et de l'italien. De plus, on retrouve aussi une deuxième langue très présente dans le sud-est de la région qui est le franco-provençal, une langue très riche culturellement.
Aujourd'hui, la pratique fréquente de ce que certains appellent patois est rare, mais se retrouve dans certaines tournures du français régional. D'une région à l'autre, les tournures et les formulations de phrases peuvent différer et les accents propres à chaque région sont plus ou moins prononcés.
Cependant, de nombreux particularismes locaux existent à Lyon (parler lyonnais) et à Saint-Étienne (parler stéphanois).

## Les arts plastiques

### Art contemporain
Le Fonds régional d'art contemporain (FRAC) est fusionné avec le Centre d'art le Nouveau Musée au sein de l'Institut d'art contemporain de Villeurbanne[Quand ?]. Modèle:MAl dit de la double mission d'organiser des expositions temporaires dans ses murs à Villeurbanne et de constituer la Collection Rhône-Alpes pour la diffuser sous forme d'expositions thématiques. L'Institut développe une activité dynamique de présentation et de réflexion sur l'art actuel et une politique d'acquisition doublée d'un accompagnement didactique autour d'une collection de haut niveau par des actions de sensibilisation et de formation des publics.
Près de 1500 œuvres ont été acquises par le FRAC Rhône-Alpes depuis sa création en 1983. La collection rassemble des œuvres de 530 artistes, (dont 50 % d'artistes français).
La région compte une vingtaine de centres d'art contemporain, dont deux parmi les plus importants en France : l'Institut d'art contemporain – à Villeurbanne - et Le Magasin – à Grenoble.
Il y a une Biennale d’art contemporain à Lyon et une Biennale du design à Saint-Étienne.
Cinq écoles supérieures d'art (Annecy, Grenoble, Lyon, Saint-Etienne, Valence) conduisent au diplôme national supérieur d'expression plastique (DNSEP). Les Grands Ateliers de L'Isle-d'Abeau constituent un pôle d'enseignement, de recherche et d'expérimentation de la construction, rassemblant écoles d'architecture, écoles supérieures d'art et écoles d'ingénieurs.

## Le livre et l'écrit
La région compte 400 bibliothèques publiques (300 bibliothèques municipales et 100 annexes), 8 bibliothèques départementales de prêt. 16 bibliothèques sont en projet dans le cadre du programme des "ruches" nombre de projets en cours. Les bibliothèques rhônalpines sont très fréquentées : par 20,8 % de la population, contre une moyenne nationale de 17,6 %.
La région compte 300 lieux d'éditions (associatifs, institutionnels, professionnels), 100 éditeurs dont 60 ont un diffuseur et un distributeur, 400 librairies de premier et second niveau dont 290 répondant aux critères de professionnalisme. Neuf cents auteurs vivent dans la région dont 200 écrivains, 150 auteurs et illustrateurs jeunes, 120 traducteurs.

## La musique, la danse et le théâtre

### Formation
La région comporte 395 écoles de musique, dont un des deux conservatoires nationaux supérieurs de musique et de danse, un des deux départements pédagogiques du Centre national de la Danse (CND), un conservatoire national supérieur de théâtre (ENSATT), un centre de formation à l'enseignement de la musique (CEFEDEM musique), un centre de formation des musiciens intervenant à l'école élémentaire et préélémentaire (CFMI), trois centres de formation au diplôme d'État danse, trois conservatoires nationaux de région, dont un en préfiguration, huit écoles nationales de musique et de danse, une école nationale de musique et de danse en préfiguration, une école départementale de musique, 37 écoles municipales de musique et de danse agréées et 87 écoles municipales de musique.

### Scènes
La région compte un centre des musiques traditionnelles, deux théâtres lyriques dont un opéra national, ainsi que deux centres chorégraphiques nationaux situés à Rillieux-la-Pape et Grenoble. Le Ballet de l'Opéra de Lyon représente un ballet national renommé. Cinq centres dramatiques nationaux, dont un Centre dramatique jeunesse, enrichissent la scène théâtrale locale. À cela s'ajoutent cinq scènes nationales et treize lieux en convention, y compris des scènes conventionnées. Le Centre Culturel de Rencontre à Ambronay joue un rôle clé en organisant le festival d'Ambronay dans l'abbaye Notre-Dame d'Ambronay. Un autre événement marquant est la Biennale de la danse de Lyon, qui se tient chaque année paire depuis 1984, attirant de nombreux amateurs de danse.

### Compagnies dramatiques
150 compagnies dramatiques ont été recensées dont 47 soutenues AC et 29 conventionnées par la DRAC.

## Le cinéma

### Statistiques
Il y a eu en Rhône-Alpes 18,400 millions d'entrées au cinéma en 2004 (sur 174,147 millions en France). 217 communes sont équipées en salle de cinéma fixe (stations de sports d'hiver comprises). Il y a 651 écrans implantés auxquels il convient d'ajouter 18 circuits de cinémas itinérants desservant 350 localités. Ce parc est très diversifié, et compte 124 salles d'art et d'essai (parmi lesquels 24 sont classés recherche) et 13 multiplexes totalisant 137 écrans.
La région compte également 3 cinémathèques.
40 festivals de cinéma s'y sont déroulés en 2004 dont 17 subventionnés par l'État.

### 4 pôles majeurs "image"
- l'Institut Lumière à Lyon

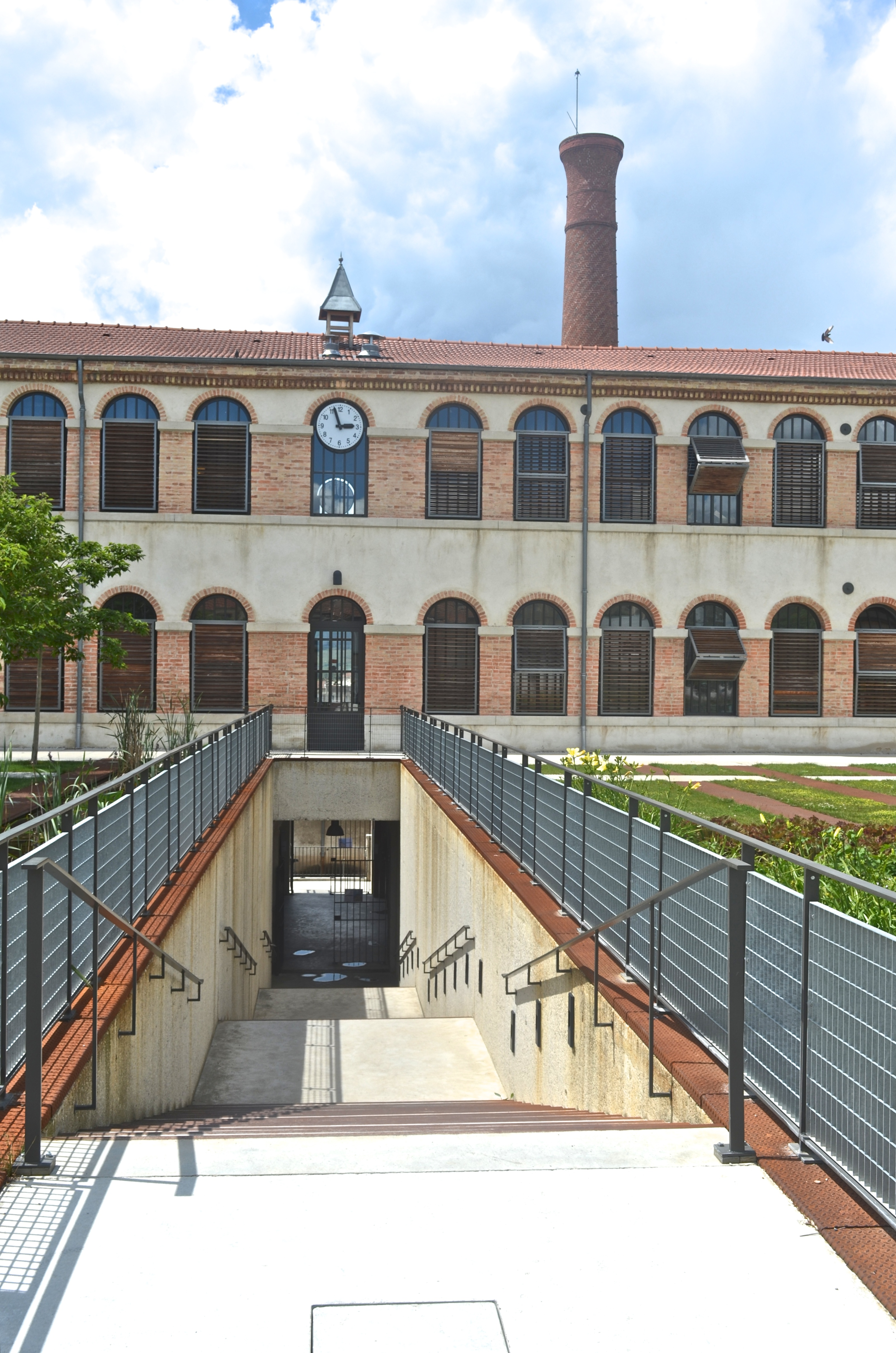
La Cartoucherie à Bourg-lès-Valence

- Annecy (Haute-Savoie) et la Cité des techniques de l'image et de l'animation (Citia), autour du cinéma d'animation
- Bourg-lès-Valence (Drôme), la Cartoucherie et l'école nationale du film d'animation La Poudrière,
- Lussas (Ardèche) et l'association Ardèche Images, autour du film documentaire

## Sources
1. ↑  « Patrimoine gallo romain : 5 villes incontournables en Rhône Alpes », sur Ce qui nous relie, 30 mars 2017 (consulté le 15 avril 2024)
2. ↑  « Code du patrimoine - Légifrance », sur www.legifrance.gouv.fr (consulté le 7 avril 2024)

- « Chiffres clé de la culture en Rhône-Alpes 2004 sur le site de la DRAC »(Archive.org • Wikiwix • Archive.is • Google • Que faire ?), sur Direction régionale des Affaires culturelles.